# Rourea bahiensis
Rourea bahiensis är en tvåhjärtbladig växtart som beskrevs av E. Forero. Rourea bahiensis ingår i släktet Rourea och familjen Connaraceae. Inga underarter finns listade i Catalogue of Life.